# Sopo Gelowani

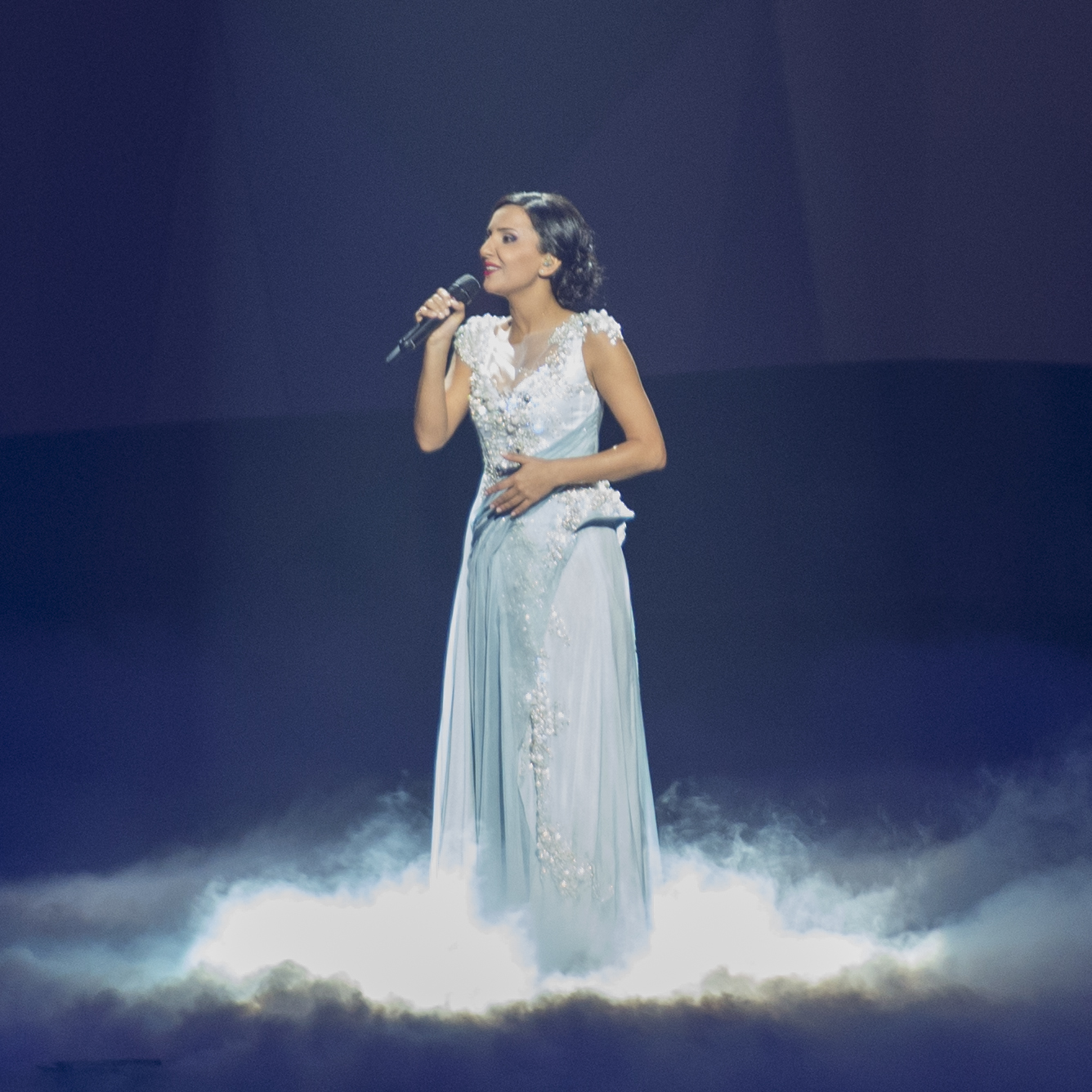
Sopo Gelowani (2013)

Sopo Gelowani (georgisch სოფო გელოვანი; * 21. März 1983 in Tbilissi, Georgische SSR, UdSSR) ist eine georgische Popsängerin.

## Hintergrund
Bekanntheit in Georgien erhielt die Sängerin als Teilnehmerin der Castingshow Geostar, der georgischen Version von Pop Idol. Hier schaffte sie es 2010 bis ins Finale und landete in der Gesamtwertung auf Platz zwei. Im Dezember 2012 entschied der georgische Rundfunk SSM, dass Gelowani zusammen mit Nodiko Tatischwili beim Eurovision Song Contest 2013 in Malmö antreten soll. Als Titel entschied man sich für Waterfall des Euphoria-Komponisten Thomas G:son. Gelowani und Tatischwili erreichten mit dem Lied das ESC-Finale, wo sie Platz 15 belegten.